# Lasioglossum novascotiae
Lasioglossum novascotiae är en biart som först beskrevs av Theodore Mitchell 1960. Den ingår i släktet smalbin och familjen vägbin. Inga underarter finns listade i Catalogue of Life. Arten förekommer i Kanada och nordöstra USA

## Beskrivning
Huvudet och mellankroppen är metalliskt grönblåa, hanen något grönare än honan. Munskölden är svartbrun på de övre två tredjedelarna, gulbrunglänsande på resten; partiet under munskölden är ljusgrönt. Antennerna är mörkbruna med rödbrun undersida på de yttre delarna, hos hanen ibland övergående till brungult. Benen är bruna, med rödbruna fötter på de fyra bakre benen hos honan, brungula fötter på alla sex benen hos hanen. Vingarna är halvgenomskinliga med gulbruna ribbor och mörkt rödbruna vingfästen. Bakkroppssegmenten är svartbruna med rödbruna bakkanter. Behåringen är vitaktig och tämligen gles; hanen har dock något kraftigare behåring i ansiktet under ögonen. Som de flesta smalbin är arten förhållandevis liten, även om denna art får betraktas som stor för att vara ett smalbi; honan har en kroppslängd på 5,8 till 7 mm och en framvingelängd på 4,6 till 4,9 mm; motsvarande mått hos hanen är 6,4 till 7,2 mm för kroppslängden och 4,3 till 4,8 mm för framvingelängden.

## Utbredning
Biet är framför allt en kanadensisk art, som finns från södra Yukon, sydvästra delen av Northwest Territories, östra British Columbia och Alberta över Saskatchewan, södra delarna av Manitoba, Ontario och Quebec till New Brunswick, Prince Edward Island och Nova Scotia, samt angränsande delar av USA: Östra Alaska, Michigan och Maine. Den är ovanlig i Kanada, men i USA kan den vara vanligt förekommande i vissa områden.

## Ekologi
Lasioglossum novascotiae föredrar ett borealt klimat. Den är polylektisk, den flyger till blommande växter från många olika familjer som korgblommiga växter (röllikor, pärleterneller, astrar och gullrissläktet), dunörtsväxter (dunörter och nattljussläktet), rosväxter (smultronsläktet) samt videväxter (videsläktet)